# Longhena
Longhena település Olaszországban, Lombardia régióban, Brescia megyében. Lakosainak száma 549 fő (2023. január 1.). Longhena Brandico, Corzano, Dello és Mairano községekkel határos.

## Népesség
A település lakossága az elmúlt években az alábbi módon változott:
| Lakosok száma | 571  | 580  | 549  |
|               | 2017 | 2018 | 2023 |